# Sofia Ahlbom
Sophia Carolina Ahlbom, född 25 november 1803 i Västerås, död 8 juni 1868 i Stockholm, var en svensk tecknare, gravör, litograf, fotograf, kartograf och författare.  

## Biografi
Sophia Ahlbom, som var dotter till guldsmeden Anders Efraim Ahlbom och Anna Catharina Karth, visade som barn talang för att teckna och erhöll undervisning av Johan Grandel i Västerås, en då 80-årig kopparstickare. 
Efter faderns död 1822 drev Ahlbom en flickskola med sin syster Gustava under tio år, men var samtidigt aktiv som yrkesgravör i staden. Hon utförde bland annat på sten en karta över Stockholm, och en över Visby. År 1832 flyttade familjen till Stockholm för att hon skulle få bättre förutsättningar för framgång. Hon gjorde även två studieresor till Frankrike, varav en resulterade i en längre tids vistelse i Paris där hon för dessinatören Jacob Ahlbom utförde en rad litografier 1842–1844.   
Ahlbom graverade i koppar, silver och guld, och var även aktiv som litograf och som fotograf. Som gravör anlitades hon av Navigationsskolan i Stockholm, graverade inskriptionerna åt belöningsmedaljerna för Stockholms slöjdskola 1864 och även medaljerna åt Krigsakademien vid Karlberg, samt graverat Vapenboken åt Riddarhuset 1861–1864. Mellan ungefär 1863 och 1866 var hon tillsammans med Fredrika Hassel verksam som fotograf med en fotoateljé på Malmtorgsgatan 5 i Stockholm. Hon utgav dessutom "både vers och prosa". Fredrika Bremer nämnde henne i del 1 av Hemmen i gamla världen.
Sofia Ahlbom gjorde sig dessutom känd genom sitt engagemang i en av de största feministfrågorna i Sverige på 1850-talet; hon blev organisatör i Josefina Delands förening för inrättandet av en pensionsförsäkring för lärarinnor. Efter att förslaget gått igenom var hon 1859–1864 var hon sekreterare i Svenska lärarinnors pensionsförening, där hon efterträddes av Fredrika Hassel. Hon levde återstoden av sitt liv tillsammans med systern.   
I Kungliga biblioteket är hon representerad med en allegorisk komposition tillägnad Sveriges och Norges arvfurstar litograferad av henne efter en teckning av Anders Lundqvist och hon är representerad vid Kalmar konstmuseum